# 茨錫格蒙迪峰

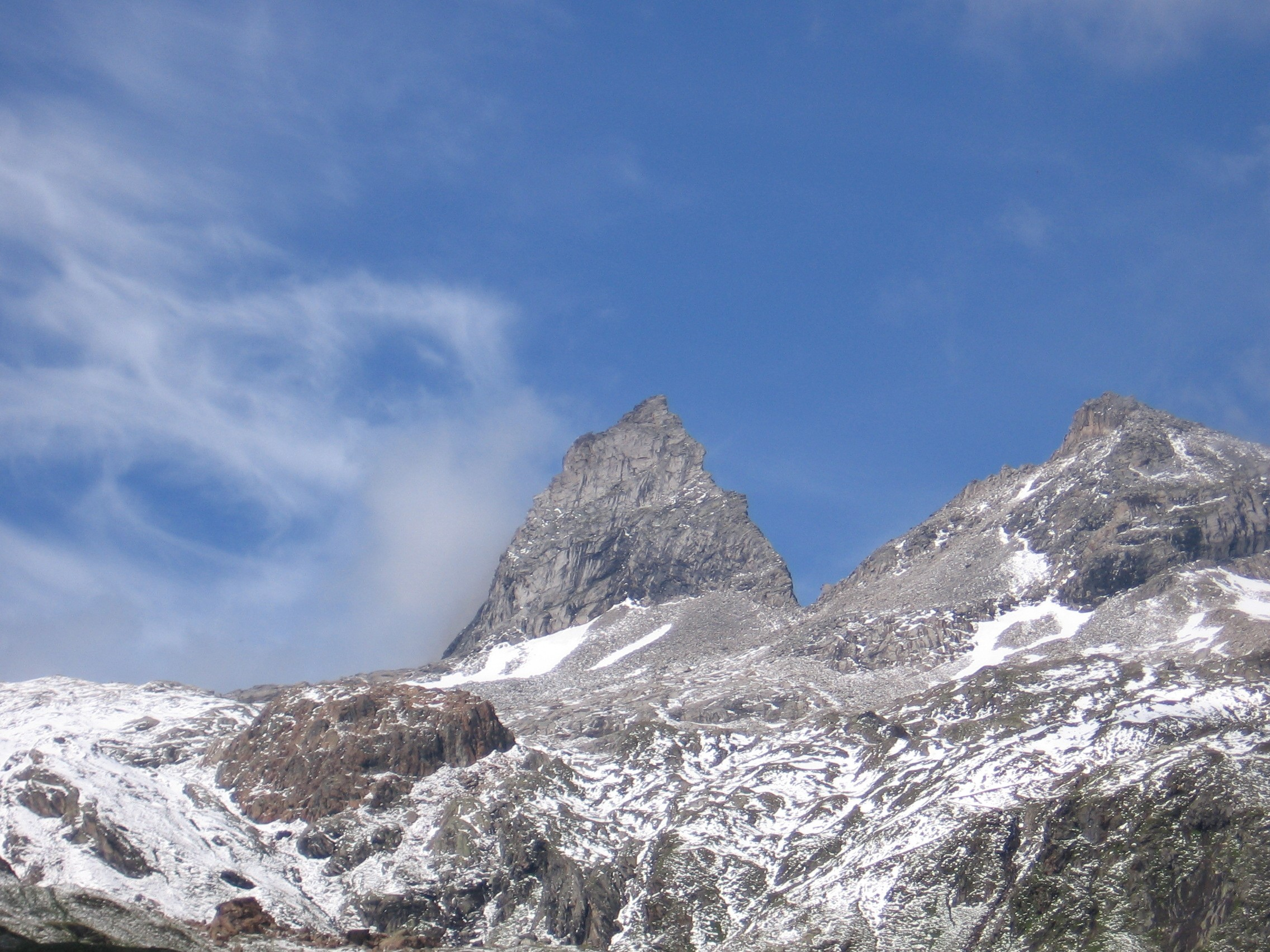

47°3′2″N 11°50′16″E / 47.05056°N 11.83778°E
茨錫格蒙迪峰（德語：Zsigmondyspitze），是奧地利的山峰，位於該國西部，由蒂羅爾州負責管轄，屬於齊勒塔爾阿爾卑斯山脈的一部分，海拔高度3,089米，每年平均降雨量1,579毫米，人類在1879年7月24日首次登頂。